# Фулхэм (футбольный клуб)
«Фу́лхэм» (полное название — Футбольный клуб «Фу́лхэм»; англ. Fulham Football Club, английское произношение: [ˈfʊləm 'futbɔ:l klʌb]) — английский футбольный клуб, одна из старейших команд Лондона. Назван по имени лондонского района Фулем (Fulham), в котором расположен домашний стадион команды «Крейвен Коттедж», открытый в 1896 году. Клуб основан учащимися воскресной школы в 1879 году. Был принят во Второй дивизион Футбольной лиги 1 июня 1905 года.
Выступает в Премьер-лиге, высшем по значимости дивизионе в системе футбольных лиг Англии. Основное прозвище команды — «дачники» (англ. The Cottagers).
В своей истории «Фулхэм» не выигрывал серьёзных трофеев, но дважды принимал участие в финалах крупных турниров: в 1975 году «дачники» вышли в финал Кубка Англии, проиграв в нём другому лондонскому клубу — «Вест Хэм Юнайтед», а в 2010 году сыграли в финале Лиги Европы, проиграв клубу «Атлетико Мадрид» в овертайме.

## История

### Конец XIX века
В начале своей истории «Фулхэм», как многие другие команды тех лет, был вынужден арендовать для игр чужие поля, так как не мог обеспечить себя собственным стадионом. Своя арена появилась у клуба в 1894 году, которая получила название «Крейвен Коттедж». Однако, как полноценный стадион, «Крейвен Коттедж» был достроен лишь к 1896-му. В том же 1896 году «Дачники» (прозвище клуба среди болельщиков) получили статус профессиональной команды и начали выступать во втором дивизионе Лондонской лиги. В следующем сезоне клуб заявил о себе уже в соревнованиях Южной лиги.

### XX век

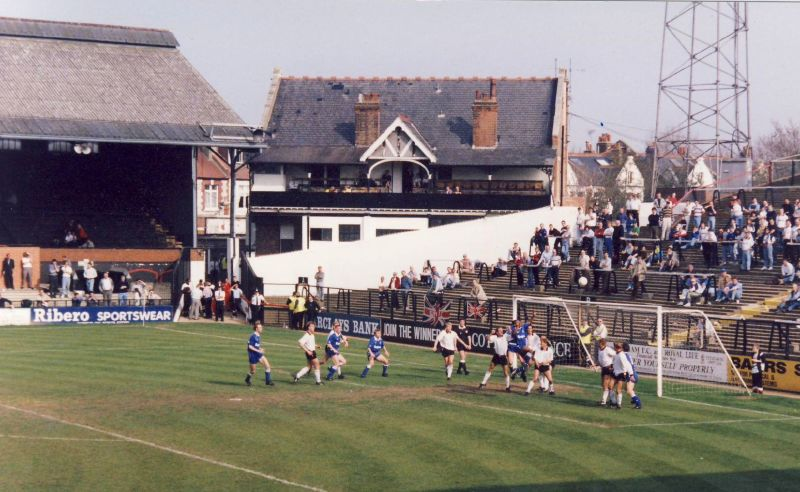
Домашняя игра на «Крейвен Коттедж», 1987 год

Первым серьёзным успехом принято считать попадание «Фулхэма» в полуфинал Кубка Англии в сезоне 1907/08. Постепенно команда перебралась из Третьего во Второй дивизион, а потом в Первый.
На протяжении первой половины XX века «Фулхэм» оставался «середняком». В течение 1950-х и 1960-х годов в составе «дачников» регулярно появлялись талантливые игроки, в числе которых были Джонни Хейнс, сэр Бобби Робсон, Алан Маллери. Однако в Первом дивизионе (высшей английской лиге на тот момент), «Фулхэм» выступал не очень удачно, периодически вылетая из элиты.
В конце 1960-х годов у клуба начался упадок. В 1968 году «Фулхэм» покинул элиту английского футбола на долгие 33 года. В течение этого периода «дачники» метались между Вторым и Третьим дивизионами, иногда попадая в кубковые соревнования. В 1975 году клуб добился наивысшего достижения в своей кубковой истории: «дачники» дошли до финала Кубка Англии, где проиграли «Вест Хэм Юнайтед» со счётом 2:0.
В 1997 году «Фулхэм» приобрёл египетский миллиардер Мохаммед аль-Файед. Приобретая клуб, новый владелец пообещал болельщикам завершить трудные времена («дачники» в это время играли в третьем дивизионе) и вернуть клуб на прежние высоты. Новое руководство пригласило нового тренера — Жана Тигана, известного в прошлом французского футболиста, который сменил на этом посту английского специалиста Кевина Кигана. Аль-Файед сдержал своё слово, так как Тигана удалось в сезоне 2000/01 вывести «Фулхэм» в чемпионы первого дивизиона и тем самым завоевать путёвку в Премьер-лигу. Но добиться большего клубу не удалось. Тигана покинул клуб, и многим стало понятно, что стать призёром среди элиты «Фулхэму» предстоит ещё очень не скоро.

### Начало XXI века
В период новейшей истории «Фулхэм» завоевал репутацию крепкого «середняка». С появлением на посту тренера Криса Коулмана специалисты[какие?] стали скептически относиться к возможности клуба оставаться среди элиты. Коулман делал ставку на омоложение состава, что привело к более живой игре, но высокого результата и трофеев так и не появилось. Руководство решило, что отсутствие опыта у молодого тренера не позволяет команде занимать высокие места. В итоге Коулмана сменил Лори Санчес, под чьим руководством играла и достигла хороших результатов сборная Северной Ирландии. Но этот специалист не смог добиться улучшений, и даже более того, «Фулхэм» начал сваливаться вниз по турнирной таблице. С приходом очередного главного тренера, Роя Ходжсона, «дачники» так же оставались в числе аутсайдеров. В сезоне 2007/08 лишь чудо позволило клубу остаться в элите английского футбола (клуб соревновался с «Редингом» и остался в Премьер-лиге только благодаря лучшей разнице забитых и пропущенных голов). В следующем сезоне «Фулхэм» преобразился, пришли новые качественные исполнители, и результат не заставил себя ждать. Команда заняла 7-е место и получила право представлять Англию в Лиге Европы УЕФА. 13 мая 2010 года, в первом финале розыгрыша Лиги Европы, в упорной борьбе с испанским футбольным клубом «Атлетико Мадрид» «Фулхэм» уступил со счётом 1:2 в дополнительное время. В сезоне 2009/10 «дачники» добились ряда хороших результатов (в том числе победа 3:0 над «Манчестер Юнайтед»), но по итогам чемпионата клуб, набрав 46 очков, занял только 12-е место, что оставило «Фулхэм» за чертой еврокубков.
Последующие три сезона клуб занимал место в середине таблицы, не показывая выдающихся результатов и периодически меняя тренеров. После ухода Марка Хьюза, обвинившего клуб в неамбициозности и неориентированности на решение серьёзных задач, пост главного тренера занимали Мартин Йол, Феликс Магат, а результаты шли вниз.
В июле 2013 года клуб был продан Мохаммедом аль-Файедом пакистанскому магнату Шахиду Хану, который контролирует все области деятельности клуба, включая побочные и дочерние. Однако на спортивных результатах смена владельца положительно не сказалась, и по итогам сезона 2013/14 Фулхэм покинул высший английский дивизион, заняв 19 место в Премьер-лиге и набрав 32 очка в 38 играх.
Выбыв в Чемпионшип, клуб продолжал переживать непростые времена, два последующих года финишируя в нижней части турнирной таблицы, избегая вылета в Первую лигу. Отставка Магата и назначение валлийца Кита Симонса результатов также не давали, и лишь с назначением на пост главного тренера, серба Славишы Йокановича, в сезоне 2016/17 результаты начали улучшаться. Команда дважды подряд смогла пробиться в зону плей-офф Чемпионшипа. По итогам сезона 2017/18 клуб вернулся в Премьер-лигу.
Старт после возвращения выдался плохим. Клуб находился на последнем месте турнирной таблицы, и для его спасения вместо Йокановича, не сумевшего наладить игру с многочисленными новичками команды, на пост главного тренера был назначен Клаудио Раньери, двумя годами ранее сенсационно приведший «Лестер Сити» к чемпионскому титулу. Итальянец не смог остановить «Фулхэм» от выбывания в Чемпионшип. По итогам сезона 2019/20 клуб под руководством уже нового тренера Скотта Паркера вернулся в Премьер-лигу, став победителем плей-офф Чемпионшипа.

## Достижения

### Национальные
- Второй дивизион / Чемпионшип:
  - Победитель (3): 1948/49, 2000/01, 2021/22
  - Вице-чемпион: 1958/59
- Кубок Англии:
  - Финалист: 1975

### Международные
- Лига Европы УЕФА:
  - Финалист: 2009/10
- Кубок Интертото:
  - Обладатель: 2002

## Основной состав
| 1  | Германия                  | Вр  | Бернд Лено          | 1992 |  |  |  |  |  |
| 23 | Германия                  | Вр  | Стивен Бенда        | 1998 |  |  |  |  |  |
|    |                           |     |                     |      |  |  |  |  |  |
| 2  | Нидерланды                | Защ | Кенни Тете          | 1995 |  |  |  |  |  |
| 3  | Нигерия                   | Защ | Калвин Бэсси        | 1999 |  |  |  |  |  |
| 5  | Дания                     | Защ | Йоаким Андерсен     | 1996 |  |  |  |  |  |
| 15 | Испания                   | Защ | Хорхе Куэнка        | 1999 |  |  |  |  |  |
| 21 | Бельгия                   | Защ | Тимоти Кастань      | 1995 |  |  |  |  |  |
| 30 | Англия                    | Защ | Райан Сессеньон     | 1995 |  |  |  |  |  |
| 31 | Франция                   | Защ | Исса Диоп           | 1997 |  |  |  |  |  |
| 33 | Соединённые Штаты Америки | Защ | Энтони Робинсон     | 1997 |  |  |  |  |  |
|    |                           |     |                     |      |  |  |  |  |  |
| 6  | Англия                    | ПЗ  | Гаррисон Рид        | 1995 |  |  |  |  |  |
| 10 | Шотландия                 | ПЗ  | Том Кэрни (капитан) | 1991 |  |  |  |  |  |

| 16 | Норвегия | ПЗ  | Сандер Берге    | 1998 |  |  |  |  |  |
| 18 | Бразилия | ПЗ  | Андреас Перейра | 1996 |  |  |  |  |  |
| 20 | Сербия   | ПЗ  | Саша Лукич      | 1996 |  |  |  |  |  |
| 24 | Англия   | ПЗ  | Джошуа Кинг     | 2007 |  |  |  |  |  |
| 32 | Англия   | ПЗ  | Имил Смит-Роу   | 2000 |  |  |  |  |  |
|    |          |     |                 |      |  |  |  |  |  |
| 7  | Мексика  | Нап | Рауль Хименес   | 1991 |  |  |  |  |  |
| 8  | Уэльс    | Нап | Харри Уилсон    | 1997 |  |  |  |  |  |
| 9  | Бразилия | Нап | Родриго Мунис   | 2001 |  |  |  |  |  |
| 11 | Испания  | Нап | Адама Траоре    | 1996 |  |  |  |  |  |
| 12 | Бразилия | Нап | Карлос Винисиус | 1995 |  |  |  |  |  |
| 17 | Нигерия  | Нап | Алекс Ивоби     | 1996 |  |  |  |  |  |
| 19 | Англия   | Нап | Рис Нельсон     | 1999 |  |  |  |  |  |

## Трансферы 2024/25

### Лето

#### Пришли
| Позиция | Игрок             | Прежний клуб |
| ------- | ----------------- | ------------ |
| Защ     | Кевин Мбабу**     | Аугсбург     |
| Защ     | Теренс Конголо**  | Рапид        |
| ПЗ      | Тайриз Франсуа**  | Вайле        |
| Нап     | Карлос Винисиус** | Галатасарай  |

#### Ушли
| Позиция | Игрок                  | Новый клуб      |
| ------- | ---------------------- | --------------- |
| Вр      | Марек Родак***         | Свободный агент |
| Защ     | Тосин Адарабиойо***    | Челси           |
| Защ     | Теренс Конголо***      | Свободный агент |
| ПЗ      | Фоде Балло-Туре**      | Милан           |
| ПЗ      | Жуан Пальинья          | Бавария         |
| ПЗ      | Тайриз Франсуа***      | Уиган Атлетик   |
| Нап     | Бобби Декордова-Рид*** | Лестер Сити     |

## Тренерский штаб
| Должность                         | Имя                |
| --------------------------------- | ------------------ |
| Главный тренер                    | Марку Силва        |
| Помощник главного тренера         | Стюарт Грей        |
| Помощник главного тренера         | Луиш Боа Морте     |
| Тренер вратарей                   | Хуго Оливейра      |
| Тренер по фитнесу и физподготовке | Гонсало Педро      |
| Помощник тренера по фитнесу       | Витантонио Паскале |
| Руководитель медперсонала         | Марко Чезарини     |
| Врач                              | Найджел Селларс    |
| Руководитель академии             | Хью Дженнингс      |
| Главный тренер академии           | Стив Уигли         |
| Тренер молодёжной команды         | Марк Пембридж      |

## Форма
```
Домашняя форма
```

| 2003/04 | 2005/06 | 2006/07 | 2007/08 | 2008/09 | 2009/10 | 2010/11 | 2011/12 | 2012/13 | 2013/14 | 2014/15 |
| 2015/16 | 2016/17 | 2017/18 | 2018/19 | 2019/20 | 2020/21 | 2021/22 | 2022/23 | 2023/24 | 2024/25 |         |

Выездная форма
| 2003/04 | 2004/05 | 2005/06 | 2006/07 | 2007/08 | 2008/09 | 2009/10 | 2010/11 | 2011/12 | 2012/13 | 2013/14 |
| 2014/15 | 2015/16 | 2016/17 | 2017/18 | 2018/19 | 2019/20 | 2020/21 | 2021/22 | 2022/23 | 2023/24 | 2024/25 |

Резервная форма
| 2005/06 | 2007/2008 | 2008/09 | 2009/10 | 2010/11 | 2011/12 | 2012/13 | 2013/14 | 2016/17 | 2018/19 · 140-летие клуба | 2022/23 |
| 2023/24 |           |         |         |         |         |         |         |         |                           |         |

Источники:
- Fulham FC. www.colours-of-football.com. Дата обращения: 13 августа 2023. Архивировано 13 августа 2023 года.
- Fulham Kit History (англ.). Football Kit Archive. Дата обращения: 13 августа 2023. Архивировано 13 августа 2023 года.</ref>

## Поставщики формы и спонсоры
| Период    | Спонсор         |
| --------- | --------------- |
| 1974—1984 | отсутствовал    |
| 1984—1985 | William Younger |
| 1985—1987 | Prestige Travel |
| 1987      | отсутствовал    |
| 1988      | Emirates        |
| 1988—1991 | TeleConnect     |
| 1991—1993 | отсутствовал    |
| 1993—1998 | GMB             |
| 1998—2001 | Demon Internet  |
| 2001—2002 | Pizza Hut       |
| 2002—2003 | Betfair.com     |
| 2003—2005 | Dabs.com        |
| 2005—2007 | Pipex           |
| 2007—2010 | LG              |
| 2010—2013 | FxPro           |
| 2013—2015 | Marathonbet     |

| Период     | Поставщик       |
| ---------- | --------------- |
| 1974—1977  | Umbro           |
| 1977—1981  | Adidas          |
| 1981—1984  | Osca            |
| 1984—1987  | Umbro           |
| 1987—1990  | Scoreline       |
| 1990—1992  | Ribero          |
| 1992—1993  | DMF Sportswear  |
| 1993—1996  | Vandanel Sports |
| 1996—1997  | Le Coq Sportif  |
| 1997—2003  | Adidas          |
| 2003—2006  | Puma            |
| 2006—2007  | Airness         |
| 2007—2010  | Nike            |
| 2010—2013  | Kappa           |
| 2013—н. в. | Adidas          |